# Rhamnus alnifolia
Rhamnus alnifolia là một loài thực vật có hoa trong họ Táo. Loài này được L'Hér. miêu tả khoa học đầu tiên năm 1789.